# Francia hatok

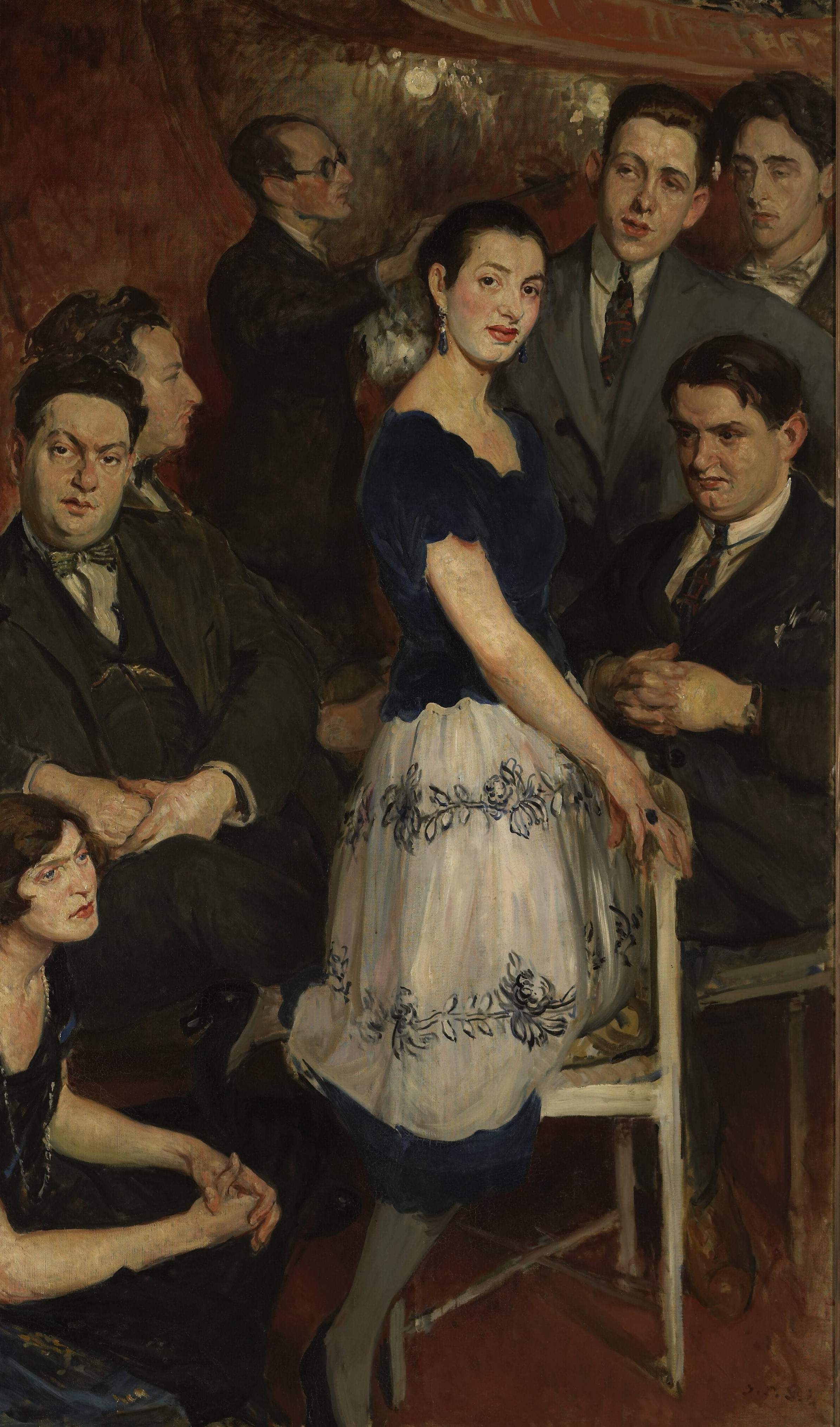
Le Groupe des six, 1921 Jacques-Émile Blanche festménye. Középen a zongorista Marcelle Meyer. Baloldalt, lentről felfelé: Germaine Tailleferre, Darius Milhaud, Arthur Honegger, Louis Durey. Jobbra, állva: Francis Poulenc, Jean Cocteau; ülve: Georges Auric.

A Francia hatok (Les Six) francia zeneszerzők csoportja, melyet Henri Collet nevezett el így az Orosz ötök mintájára abban a cikkében, amely a Comœdia folyóirat 1920. január 16-i számában jelent meg: „Les cinq Russes, les six Français et M. Satie” Zenéjüket gyakran úgy említik, mint Richard Wagner, illetve a francia impresszionisták – Claude Debussy és Maurice Ravel – zenéje elleni lázadást.
A csoport tagjai a következők voltak:
- Georges Auric (1899–1983)
- Louis Durey (1888–1979)
- Arthur Honegger (1892–1955)
- Darius Milhaud (1892–1974)
- Francis Poulenc (1899–1963)
- Germaine Tailleferre (1892–1983)

## Les nouveaux jeunes– az előzmény
1917-ben, amikor sok színház és hangversenyterem zárva volt az I. világháború idején, Blaise Cendrars író, költő és Moïse Kisling festőművész elhatározta, hogy koncerteket tartanak a Rue Huyghens 6. szám alatt, Émile Lejeune festő (1885-1964) stúdiójában. Az első hangversenyen a falakat – egyebek közt – Picasso, Matisse, Léger illetve Modigliani festményei díszítették, és  Erik Satie, Honegger, Durey és Auric művei csendültek fel. E koncerten vetette fel Satie, hogy hozzanak létre egy zeneszerzői csoportot maguk körül, Les nouveaux jeunes (Az új fiatalok) néven. Ez a szerveződés volt a Les Six előfutára.

## A Hatok
A kezdetekre Darius Milhaud így emlékszik vissza:

„A Salle Huyghens-ben tartott hangverseny után (1919-ben), amelyen Bertin elénekelte Louis Durey »Images à Crusoé«-ját Saint-Léger szövegére, és a Chapelle Quartet eljátszotta az én 4. vonósnégyesemet, Henri Collet kritikus közölt egy cikket a Comœdiában ezzel a címmel: »Öt orosz és a franciák«. Abszolút önkényesen kiválasztott hat nevet: Auricot, Dureyt, Honeggert, Pulencet, Tailleferre-t és engem, csupán azért, mert ismerjük egymást, jó barátok vagyunk, és többnyire együtt szerepeltünk, teljesen függetlenül attól, hogy más a vérmérsékletünk és teljesen más a karakterünk. Auric és Poulenc – Cocteau követője, Honegger a német romantikusok utóda, én a mediterrán lirizmus felől indultam… De fölösleges volt minden tiltakozás. Collet cikke akkora érdeklődést keltett világszerte, hogy a HATOK CSOPORTJA bekerült a köztudatba, és én akarva-akaratlan közéjük számítódom. Ha már így lett, elhatároztuk, hogy adunk néhány »Hatok hangversenyét«. Az elsőt az én műveimnek szenteltük, a másodikat külföldi zenészeknek… Satie volt a kabalánk. Roppant népszerű volt köztünk. Annyira szerette a fiatalokat, hogy egyszer azt mondta nekem: »Szeretném tudni, vajon milyen muzsikát írnának a most négyéves gyerekek!« Művészetének ritkasága, mindennemű engedménytől való rettegése, a pénz iránti megvetése és a kritikusokkal szembeni könyörtelensége remek példát mutatott nekünk.”

– Darius Milhaud: Életem partitúrája

De ez csak egy olvasata a Hatok keletkezéstörténetének. Más szerzők, mint Ornella Volta, kiemelik Jean Cocteau manőverezéseit, hogy vezetője legyen egy avantgárd zenei csoportosulásnak, hasonlóan, ahogy nem sokkal azelőtt a kubista és a szürrealista csoportok tűntek fel Pablo Picasso, Guillaume Apollinaire és André Breton vezetésével a képzőművészetben, illetve az irodalomban. Az, hogy Satie otthagyta a Les nouveaux jeunes társaságot kevesebb mint egy évvel az indulásuk után, „égből pottyant ajándék” volt Cocteau számára terve valóra váltásához. 1918-as esszéjében (Le coq et l’Arlequin) fejtette ki a nézeteit arról, milyennek is kellene lennie kora művészetének, különös tekintettel a zenére: „Elég a felhőkből, a hullámokból, az akváriumokból, a sellőkből s az éjszakai illatokból. Nekünk földönjáró zenére van szükségünk, a hétköznapok zenéjére.”
Az I. világháború után Cocteau és a Hatok sűrűn látogatták a La gaya nevű bárt, amely később – amikor a létesítmény nagyobb helyre költözött – a Le Bœuf sur le toit (Ökör a háztetőn) nevet kapta,  mivel Milhaud és Cocteau híres balettjének ötlete a régi telephelyen fogant meg. Az átkeresztelt mulató nyitásának éjszakáján Jean Wiéner zongorista George Gershwin- és Vincent Youmans-számokat adott elő, Cocteau és Milhaud pedig ütőhangszereken játszott. A vendégek között megjelent Szergej Gyagilev balettimpresszárió, Pablo Picasso festőművész, René Clair filmrendező, Jane Bathori operaénekesnő és Maurice Chevalier színész-énekes.
A csoport hivatalosan 1920 januárjában alakult meg, Henri Collet zenekritikus és zeneszerző kétrészes cikkével, amely a Comœdia folyóiratban jelent meg. Bár minden bizonnyal Cocteau állt a cikkek hátterében, a Les Six nevet Collet adta, az orosz Ötök mintájára.

## Közös alkotások
Bár a csoport nem azért jött létre, hogy közös alkotásokat hozzon létre – bár erre számos példa van a zene történetében – mégis volt öt alkalom a csoport létezésének 32 éve alatt, hogy legalább néhány közülük együtt vett részt a kompozíció megalkotásában. Csak egyetlen esetben jelentette ez a teljes csoport részvételét; másikakban viszont „külső” szerzők is bekapcsolódtak.
Auric és Poulenc az említett öt kompozíció mindegyikében részt vettek, Milhaud négyben, Honegger és Tailleferre háromban, Durey pedig csupán egyben.

### Album des 6
1920-ban a csoport egy zongoraművekből álló közös albumot jelentetett meg Album des 6 címmel (később gyakran L’Album des Six néven említve). Ez volt az az egyetlen alkotás, melyben a csoport minden tagja részt vett komponistaként.
1. Prélude (1919) – Auric
2. Romance sans paroles, Op. 21 (1919) – Durey
3. Sarabande, H 26 (1920) – Honegger
4. Mazurka (1914) – Milhaud
5. Valse en ut, FP 17 (1919) – Poulenc
6. Pastorale (1919) – Tailleferre

### Les mariés de la tour Eiffel
1921-ben a csoport öt tagja közösen írt zenét Cocteau Les mariés de la tour Eiffel (Az Eiffel-torony jegyespárja) című balettjéhez, amelyet a Párizsban működő Ballets suédois (Svéd balett) – az orosz balett riválisa – adott elő. Cocteau eredetileg Auricnak ajánlotta a feladatot, de Auric nem tudott elég gyorsan igazodni a próbarendhez, ezért bevonta a munkába a csoport többi tagjait. Durey abban az időben nem tartózkodott Párizsban, így nem tudott bekapcsolódni. A bemutató olyan botrányos körülmények között zajlott, amely vetekedett Sztravinszkij Tavaszi áldozat-ának (Le Sacre du Printemps) premierjével. Ennek ellenére a Les mariés de la tour Eiffel az 1920-as években mindvégig a Ballets suédois repertoárján maradt.
1. Overture (14 July) – Auric
2. Marche nuptiale – Milhaud

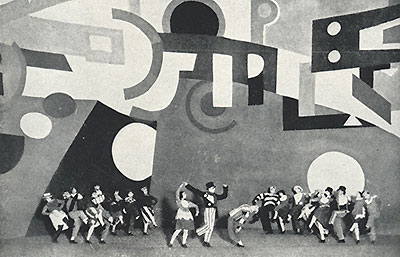
Ballets suédois
Skating Rink (Jean Börlin festménye, 1922)

3. Discours du General (Polka) – Poulenc
4. La Baigneuse de Trouville – Poulenc
5. La Fugue du Massacre – Milhaud
6. La Valse des Depeches – Tailleferre
7. Marche funèbre – Honegger
8. Quadrille – Tailleferre
9. Ritournelles – Auric
10. Sortie de la Noce – Milhaud

### L’éventail de Jeanne
1927-ben Auric, Milhaud és Poulenc további hét zeneszerzővel együttműködve alkotta meg a L’éventail de Jeanne (Jeanne legyezője) című gyermekbalettet.
1. Fanfare – Maurice Ravel
2. Marche – Pierre-Octave Ferroud
3. Valse – Jacques Ibert
4. Canarie – Alexis Roland-Manuel
5. Bourrée – Marcel Delannoy
6. Sarabande – Albert Roussel
7. Polka – Milhaud
8. Pastourelle – Poulenc
9. Rondeau – Auric
10. Finale: Kermesse-Valse – Florent Schmitt

### Mouvements du cœur
1949-ben Auric, Milhaud és Poulenc három másik szerzővel közös munkában hozta létre a Mouvements du cœur: Un hommage à la mémoire de Frédéric Chopin, 1849–1949 (Szívdobbanások: Tisztelgés Frédéric Chopin emléke előtt 1849-1949) című kompozíciót, amely basszusra vagy baritonra és zongorára írt szvit, Louise Lévêque de Vilmorin szövegére, Chopin halálának 100. évfordulóján.
A másik három közreműködő zeneszerző Jean Françaix, Léo Preger és Henri Sauguet volt.

### La guirlande de Campra
1952-ben Auric, Honegger, Poulenc, Tailleferre és három másik komponista egy zenekari művet alkotott La guirlande de Campra címmel.
1. Toccata – Honegger
2. Sarabande et farandole – Jean-Yves Daniel-Lesur
3. Canarie – Alexis Roland-Manuel
4. Sarabande – Tailleferre
5. Matelote provençale – Poulenc
6. Variation – Henri Sauguet
7. Écossaise – Auric.

## A tagok önálló művei – válogatás
- Salade (Saláta) – Milhaud, bemutató: 1924;
- La nouvelle Cythère – Tailleferre, az Orosz Balett (Ballets Russes) számára 1929-ben, de Gyagilev hirtelen halála miatt nem mutatták be;
- Cinq bagatelles (Öt bagatell) – Auric
- Sonate pour violoncelle et piano (Szonáta csellóra és zongorára) – Poulenc
- Flute Sonata, (Fuvolaszonáta) Op. 164 – Poulenc
- Scaramouche-szvit – Milhaud
- Le bœuf sur le toit (Ökör a háztetőn) – Milhaud
- Sonate pour violon seul (Szonáta szóló hegedűre – Honegger
- Danse de la chèvre (Kecsketánc) szóló fuvolára – Honegger
- Sonate champêtre (Falusi szonáta) oboára, klarinétra, fagottra és zongorára – Tailleferre

## Fordítás
Ez a szócikk részben vagy egészben  a   Les Six című angol Wikipédia-szócikk ezen változatának fordításán alapul.  Az eredeti cikk szerkesztőit annak laptörténete sorolja fel. Ez a jelzés csupán a megfogalmazás eredetét és a szerzői jogokat jelzi, nem szolgál a cikkben szereplő információk forrásmegjelöléseként.